# Hans Davidsson
Hans Ulf Stefan Davidsson, född 29 januari 1958 i Växjö församling i Kronobergs län. Han är en svensk organist och orgellärare. Han var en av drivkrafterna bakom upprättandet av organforskningscentret GOArt och Eastman Rochester Organ Initiative. Han är sedan 2012 professor i orgel vid Kungliga danska musikhögskolan. 

## Biografi
Davidsson föddes 29 januari 1958 i Växjö församling, Kronobergs län. Han studerade orgel vid Göteborgs universitet med Hans Fagius och Rune Wåhlberg. Senare tillbringade han tre år på Sweelinck Conservatory, Amsterdam och studerade med Jacques van Oortmerssen. Han började undervisa i orgel vid Göteborgs universitet 1986 och utnämndes till professor 1988. År 1991 blev han den första doktorn i musik framförande i Sverige med en avhandling om Matthias Weckmanns orgelmusik. Från 1995 till 2000 var han chef för Göteborg Organ Art Center, GOArt, ledande forskning inom orgelbyggnad och framförandepraxis. Från 2001 till 2012 arbetade han på Eastman School of Music  som professor i orgel och projektledare för Eastman Rochester Organ Initiative. 2007 utnämndes han till professor i orgel vid University of the Arts Bremen och är sedan 2012 professor i orgel vid Kungliga danska musikhögskolan.
I januari 2004 tilldelades han Hans Majestät Konungens medalj för "betydande framsteg inom musikvetenskap och musik, främst inom orgelforskning och orgelundervisning".

## Inspelningar
- 2002 (1998) - French Symphonic Masterpieces
- 2006 - Eastman Italian Baroque Organ, med David Higgs och William Porter.
- 2010 - Gelobet Seist Du
- 2010 - The Morlanda Organ
- 2011 - The Craighead-Saunders Organ, med David Higgs och William Porter.
- 2013 - Mendelssohn Rarities, med David Higgs och William Porter.
- The Complete Organ Works of Matthias Weckman, inspelade två gånger, 1991 på orgeln i Ludgerikirche, Norden och 2004 på den nordtyska barockorgeln i Örgryte nya kyrka, Göteborg, Sverige.
- Dieterich Buxtehudes Complete Organ Works: 
  - Dieterich Buxtehude and the Mean-Tone Organ, volym 1.[8]
  - Dieterich Buxtehude: Bach-perspektivet, volym 2.[9]
  - Dieterich Buxtehude and the Schnitger Organ, volym 3[10]